# 素罗娜丽科技大学
素罗娜丽科技大学，简称“素科大”，坐落于泰国东北的呵叻市。这所大学于1990年7月27日创校，并于1993年正式运作。
素科大取名自呵叻市的历史巾帼英雄素罗娜丽。自2009年起成为泰国九大国立研究大学之一。也是泰国第一所自治大学。

## 背景
在第五期泰国国家经济与社会发展大蓝图中，泰国政府希望为区域与乡区人民提供更多高等教育机会。为此，大学事务部（现今教育部的高等教育局）于 1984 年提议在泰东、泰南、泰北各建造一所，以及东北地区建造两所大学。东北的两所则选定于坤敬府和呵叻府。 
呵叻府的大学命名为素罗娜丽大学，校址在呵叻市淮般阳蓄水池的 1,120 公顷土地上。泰王于 1990 年 7 月 27 日签署素罗娜丽科技大学的建校批文。该大学也因此视 1990 年 7 月 27 日为建校纪念日。

## 誓言
素罗娜丽科技大学是一所运行于公共服务系统以外，但受泰国皇家政府监督的国立自治大学。拥有自治权限代表着大学能在行政方面提高效率。此大学誓言将全力以赴以确保其所有的承诺都维持优越水平；提升生活素质；将所有知识应用于生活中，追求人类的永恒发展。

## 愿景
素罗娜丽科技大学为一所学习科学、技术的优越学府以及社会可靠的支柱。

## 承诺
素罗娜丽科技大学将为维持社会永续进步进行科研工作，并将之传授于民；培育有素质、知识与诚信的人才；为人民提供学术服务；以及通过学术自主和高行政监督的原则来培养艺术与文化的发展。

## 使命
大学使命如下：-
1. 栽培拥有高科研技术人才，以满足国家发展需求；
2. 进行创新与提升知识的研究项目，并将成果用于国家发展中；
3. 调试，传授和提升各项科技以提高泰国自力更生的能力;
4. 为公共和私人机构提供学术服务
5. 培养国家与区域，特别是东北的艺术与文化

## 目标
素罗娜丽科技大学拥有五大目标：-
1. 大学的教育受国家与国际肯定。
2. 大学受国家与国际肯定为一所研究大学。
3. 大学的科学与工艺受社会肯定。
4. 社区与当地民众能认识其文化以及保育其艺术。
5. 大学拥有足够资源以管理其学术地位。

## 校园照片

素罗娜丽科技大学校园
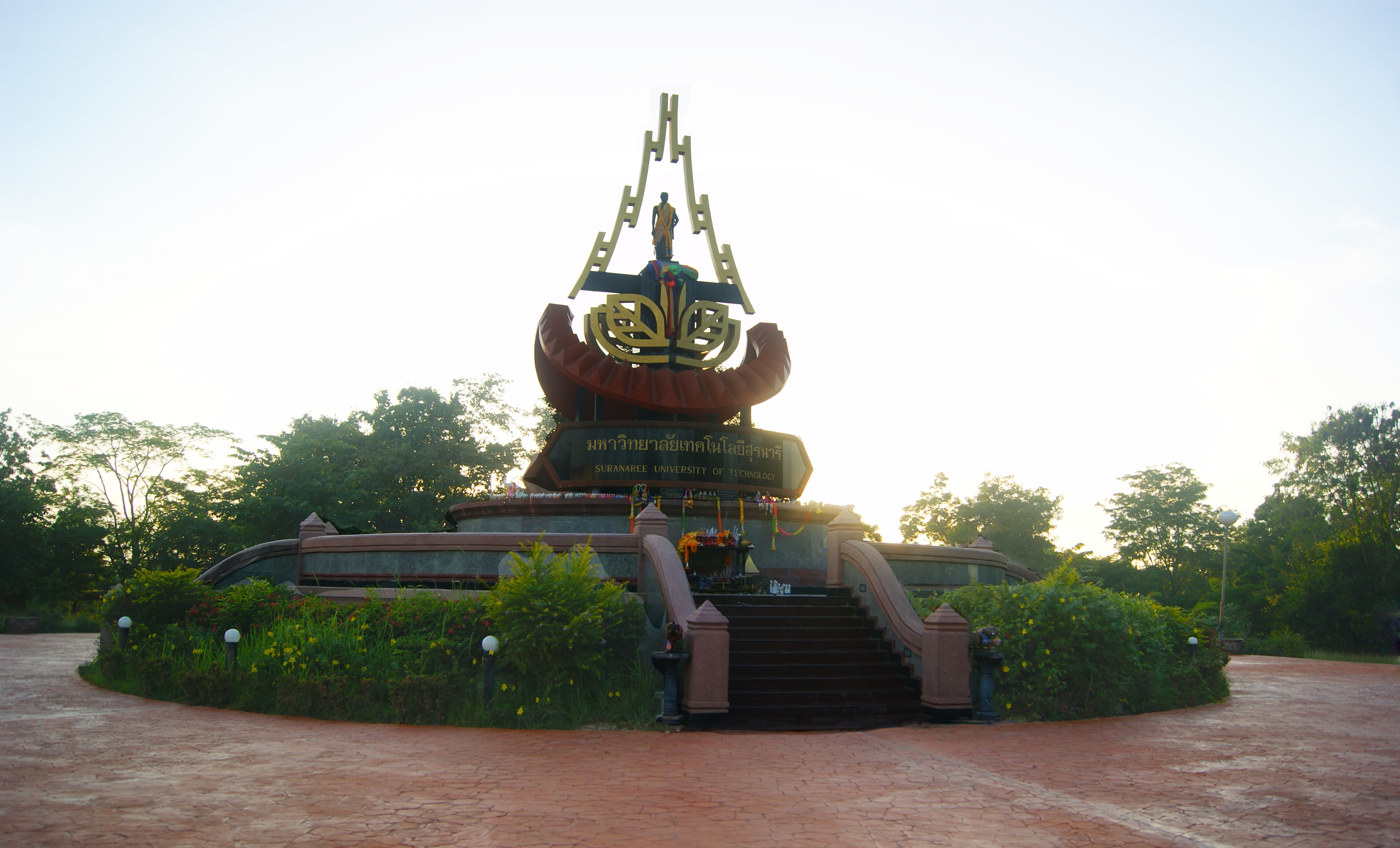
校徽像
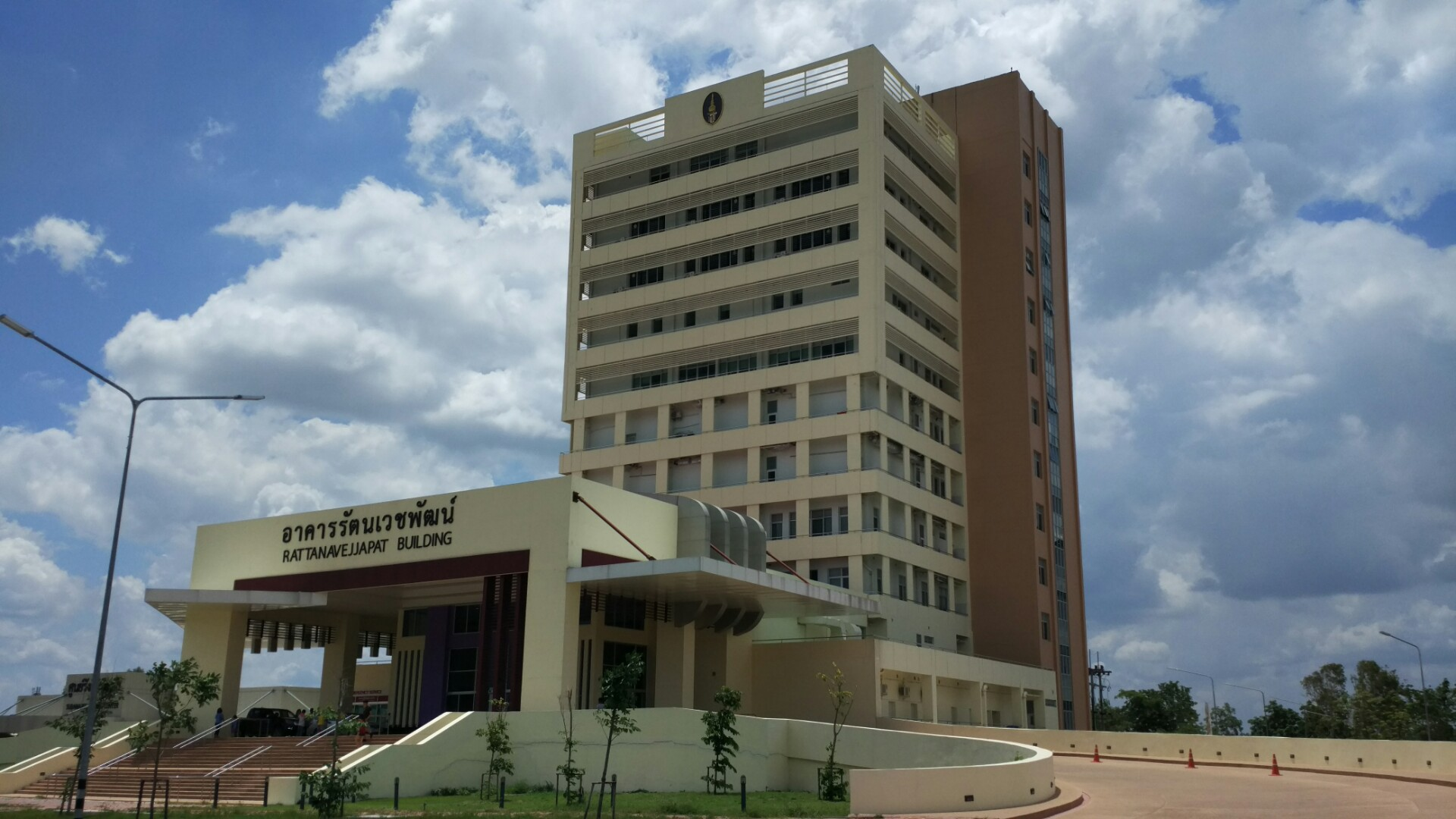
素罗丽娜科技大学医院